# Sportka

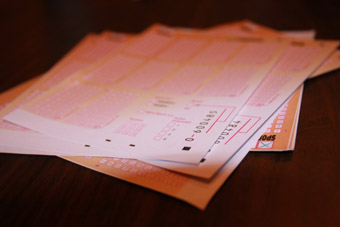
Nevyplněné tikety Sportky s 10 sloupci, na detailu je i číslo sázenky pro hru Šance

Sportka je loterijní hra, ve které se její sázející snaží uhodnout 6 čísel ze 49, a získat tak vysokou peněžní výhru. Provozuje ji společnost Sazka a.s.

## Pravidla

### Sportka
Sázející tipuje šest čísel ze čtyřiceti devíti, která očekává, že padnou při budoucím slosování; to probíhá pomocí elektromechanického osudí pravidelně každý týden ve středu, v neděli a s platností od 5. října 2020 též v pátek, za dozoru státního notáře.
K účasti ve hře je nutné zvolit alespoň jednu kombinaci 6 čísel (vždy 6 čísel na jeden sloupec) a pomocí křížků tato čísla označit na sázence společnosti Sazka a.s. do sloupců počínaje sloupcem prvním. Sázející musí na sázence rovněž označit přesný den, kdy se chtějí loterie zúčastnit, případně množinu dnů (lze vsadit až na 12 tahů dopředu); po řádném vyplnění sázenky a podání sázenky zaplatí sázející vklad, který závisí na počtu vsazených dní a počtu vsazených sloupců. Cena za jeden sloupec a jeden den je pevně stanovena na 30 korunách. Účast o celý nekrácený jackpot, tedy Superjackpot, však vyjde na 270 Kč (8 sloupců + hra Šance).
Investované vklady sázejících se sečtou a 50 % z nich je použito na vyplácení výher. Pokud nepadne hlavní výhra, přesouvá se tato částka do tzv. Jackpotu a stane se součástí výhry v dalším slosování. Konečné výsledky tažených čísel je možné zkontrolovat na oficiálních stránkách společnosti Sazka a.s., případně je možné se podívat na televizní záznam, který vysílá Česká televize vždy v 20:05 (středa, pátek a neděle). Nově lze výhru zkontrolovat v mobilní aplikaci Sazka naskenováním kódu z tiketu, popřípadě na jiných specializovaných internetových stránkách.

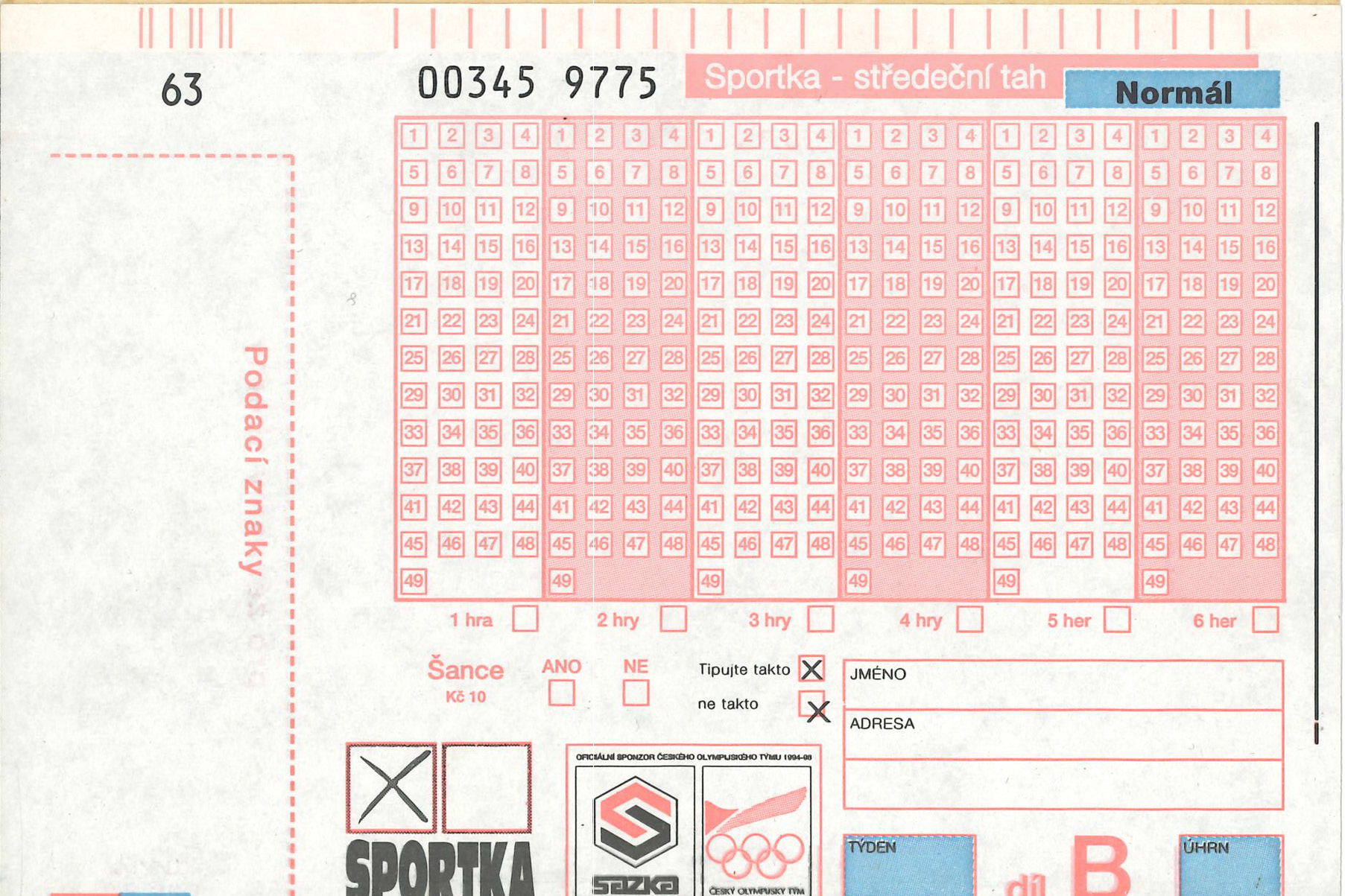
Sázenka Sportky z 90. let

V každém slosováni jsou taženy dva samostatné tahy, kdy je nejdříve vylosováno 6 čísel a poté 7. dodatkové. Vyhrává ten, jemuž se podaří uhodnout alespoň 3 čísla z I. nebo II. tahu viz tabulka výher. Pokud sázející neuhodl alespoň 3 čísla, nemá nárok na výhru a prohrává svůj vklad.
Tabulka výher
| Výherní pořadí | Počet uhodnutých čísel                  | Podíl ze sázek | Průměrná výše výhry | Pravděpodobnost |
| -------------- | --------------------------------------- | -------------- | ------------------- | --------------- |
| Superjackpot   | 6 + posl.číslo Šance (pouze plný tiket) | 10 %           | 136 769 489 Kč      | 1 : 69 919 080  |
| Jackpot        | 6                                       | 22 %           | 15 382 198 Kč       | 1 : 6 991 908   |
| 2. pořadí      | 5 + Dodatkové číslo                     | 7 %            | 815 723 Kč          | 1 : 1 165 318   |
| 3. pořadí      | 5                                       | 9 %            | 24 971 Kč           | 1 : 28 422      |
| 4. pořadí      | 4                                       | 12 %           | 619 Kč              | 1 : 516         |
| 5. pořadí      | 3                                       | 40 %           | 113 Kč              | 1 : 28          |

### Šance
Na každé sázence Sportky a také Sazky lze rovněž uzavřít sázku na číslo tohoto tiketu uvedené vpravo dole (nebo metodou náhodného tipu nechat terminál náhodně vybrat šestičíslí); hovoříme pak o hře Šance. K účasti je však nutné, aby měl sázející rovněž uzavřenou minimálně jednu sázku – alespoň jeden sloupec – ze Sportky (případně Sazky) zároveň. Slosování probíhá 2× týdně, současně se slosováním Sportky (vysíláno ve středu a v neděli, v 19:55 po vysílání Sportky). V 6 oddělených elektromechanických osudích, kde v každém jsou čísla od 0–9 a je taženo vždy postupně právě jedno číslo z každého osudí. Pořadí těchto čísel následně tvoří výherní šestičíslí. Výhra je dosažena v tom případě, že existuje shoda s koncovým šestičíslím výrobního čísla sázenky (případně 6 čísly vybranými náhodným tipem). Čím více je shodných čísel (koncové číslo, koncové dvojčíslí, koncové trojčíslí atd.), tím vyšší jsou výhry. Stejně jako ve hře Sportka jsou čísla za dozoru státního notáře ihned vyhlášena a zveřejněna prostřednictvím ČTK. Doplňková hra Šance je podmínkou pro možnost výhry Superjackpotu. Sázející musí vsadit plný tiket (8 sloupců a hru Šance celkem za 270  Kč), ve slosování Sportky trefit všech 6 čísel bez pomoci doplňkového čísla, a navíc trefit alespoň jedno koncové číslo v doplňkové hře Šance.

### Milionová bouře
Milionová bouře nebo také Miliónová vánice (dříve Stokrát 2 milióny) je nástavbová hra, během které Sazka v průběhu 20 slosování vylosuje pokaždé 5 výherců, kteří vyhrají po jednom miliónu korun. Účast na této hře je podmíněna pouze podáním plného tiketu (270 Kč), tedy stejně jako u hry Šance nebo Superjackpot.
V soutěži Milionová bouře se losují čísla sázenek (kódy), když hráč vsadí na terminálu nebo na pokladnách, nebo čísla sázky, pokud vsadí přes internet.
Milionová bouře se hraje jen tehdy, když bonus (základní složka Superjackpotu Sportky) přesáhne hodnotu 150 milionů Kč. Tehdy se z něj převede 100 miliónů do tzv. Bonusového fondu a Sazka oznámí začátek hry Milionová bouře. Právě z fondu jsou následně vypláceny výhry v Milionové bouři.

### Prémie Sportky
V této nepravidelné hře Sportky mohou hráči po vyplnění celého tiketu hrát i o věcné výhry, nejčastěji třeba o automobily a další věcné ceny nebo speciální finanční prémie.
V roce 2023 se hrálo o tyto prémie:
- Automobil (hodnota 500 000 - 2 500 000 Kč)
- Elektrokolo (hodnota 50 000 - 150 000 Kč)
- Smart TV (hodnota 20 000 - 50 000 Kč)
- Peněžní prémie (1 000 - 5 000 000 Kč)[8]

Čas slosování i konkrétní ceny jsou uváděny v herním plánu Sazky na webu, nejpozději 7 dní před slosováním. Stejně jako v případě Miliónové bouře se zde losují čísla tiketů u tiketů vsazených offline nebo čísla sázek u tiketů vsazených online. Výherci jsou pak oznámeni na webu Sazky a mají rok na vyzvednutí výhry.

### Kde si lze Sportku vsadit?
Sportku si lze vsadit osobně skrze terminál nebo na pokladně supermarketu, online skrze webovou stránku společnosti Sazka nebo skrze mobilní aplikaci.
Pokud si hráč chce vsadit na určitý den, osobně to musí udělat nejpozději do 18:30 v ten daný den nebo do 19:00 online. Online je navíc možné vsázet prakticky kdykoliv. Naproti tomu sázky skrze supermarkety jsou omezeny jejich otevírací dobou a sázky skrze terminály lze udělat kdykoliv mimo 00:00 a 01:15, kdy jsou terminály uzavřené.

### Podmínky účasti
Sportky, Šance i dalších her se může zúčastnit pouze fyzická osoba, která dosáhla stáří 18 let. Po řádném vyplnění sázenky propisovací tužkou černé nebo modré barvy je nutné provést vklad (činící cenu za jeden sloupec násobený počtem slosování). Ten se platí vždy před slosováním (hotovostně či bezhotovostně) ve sběrnách sloužících k tomuto účelu. Sázející tedy předá sázenku k zavedení dat terminálem do centrály dat a obdrží potvrzení o uzavřené sázce. Toto potvrzení slouží jako jediný doklad, na základě kterého je možné nárokovat potenciální výhru. Aby mohla být případná výhra vyplacena, musí se účastník s tímto nepoškozeným potvrzením nejpozději do 35 dnů od posledního slosování (uvedeného na potvrzení) prokázat v kterékoliv sběrně pověřené společností Sazka a.s.

## Potenciální výhry
Všechny vklady sázejících na určité slosování jsou sečteny a 50 % z nich je přerozděleno mezi výherce. Tento fond je počítán pro každou hru i slosování zvlášť. V případě hry Šance jsou výhry pevně dané, pouze pokud padne první výhra, je k ní přičtena částka ze zbytku poloviny všech vkladů na tuto hru v tomto období. V případě že se podaří některému soutěžícímu uhodnout všech 6 čísel ze 6 ve hře Sportka, získává tím nárok (kromě 10 % z oněch 50 % vybraných vkladů) také na Jackpot; pokud navíc vsadil 8 sloupců a hru Šance, vyhrává i Superjackpot. Jestliže je výherců více, dělí se celková výhra rovným dílem mezi tyto účastníky. Po každém slosování jsou výherní čísla spolu s tabulkou předpokládaných výher za dozoru státního notáře ihned vyhlášena a zveřejněna prostřednictvím ČTK.

### Hra Sportka

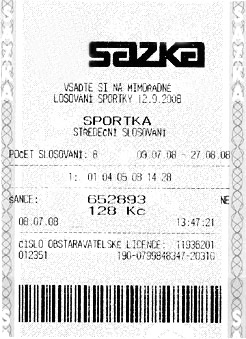
Potvrzení sázky terminálem na hru Sportka z roku 2008. Je zde uvedeno počet slosování, tipovaná čísla, případně hra Šance, dále výše vkladu, identifikace sběrny a čárkový kód; originál je oranžový a má na sobě ochranná loga společnosti Sazka a.s.

Pravděpodobnost hlavní výhry v jednom tahu je jeden příznivý výsledek ku všem možným kombinacím (bez opakování):
{\displaystyle 1:{49 \choose 6}=1:{49! \over {6!\cdot (49-6)!}}=1:{49\cdot 48\cdot 47\cdot 46\cdot 45\cdot 44\cdot 43! \over {720\cdot 43!}}=1:13983816}, tedy asi 0,00000715 %.
Pravděpodobnost výhry v jednom tahu při uhodnutí 4 čísel ze 6 (ve hře tzv. 4. pořadí) znamená, že pro dosažení výhry musíme uhádnout 4 čísla a nesmíme uhádnout 2 čísla. Vybíráme tedy 4 výherní čísla ze 6 vsazených a pro každou takovou čtveřici vybíráme 2 nevýherní ze zbylých 43 čísel. Pravděpodobnost výhry je pak tento počet příznivých kombinací ku všem možným kombinacím (viz předchozí výpočet):
{\displaystyle {{6 \choose 4}\cdot {43 \choose 2} \over {49 \choose 6}}={13545 \over 13983816}\doteq 0,0009686}, tedy asi 0,1 %.
Poznámka: Sportka má dva tahy, a proto je reálná pravděpodobnost při sázce dvojnásobná, než je v předchozích dvou případech vypočteno.

### Hra Šance
| Počet uhodnutých čísel | Pravděpodobnost na výhru | Pravděpodobnost na výhru | Výhra v CZK                         |
| Počet uhodnutých čísel | Poměrná                  | Procentuální             | Výhra v CZK                         |
| ---------------------- | ------------------------ | ------------------------ | ----------------------------------- |
| 0                      | 9 : 10                   | 90 %                     | 0                                   |
| 1                      | 1 : 10                   | 10 %                     | 50                                  |
| 2                      | 1 : 100                  | 1 %                      | 100                                 |
| 3                      | 1 : 1 000                | 0,1 %                    | 1 000                               |
| 4                      | 1 : 10 000               | 0,01 %                   | 10 000                              |
| 5                      | 1 : 100 000              | 0,001 %                  | 100 000                             |
| 6                      | 1 : 1 000 000            | 0,000 1 %                | 200 000 plus zbytek určený na výhry |

## Je třeba výhry ve Sportce danit?
U loterie Sportka je třeba danit všechny výhry přesahující částku 50 000 korun 15 % z celkové výhry. Daň ale odvádí přímo loterijní společnost a výherci je vždy již vyplaceno pouze 85 % z výherní částky.

## Historie

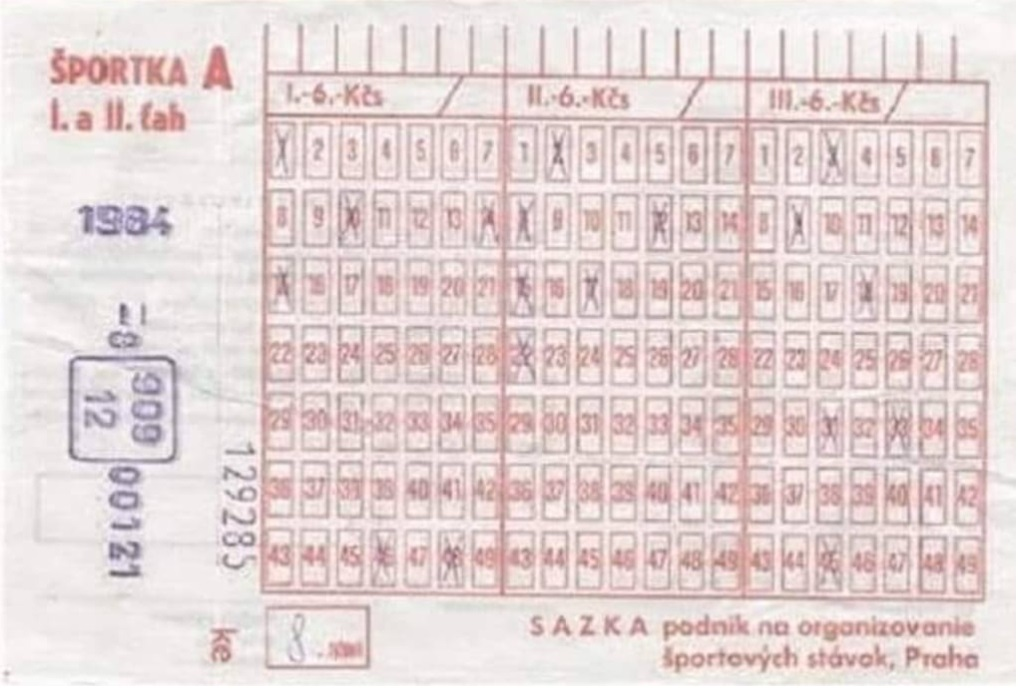
Ticket z roku 1984

Až do roku 1953 fungovaly na území ČSR dvě loterie, Československá třídní loterie a Československá státní dobročinná loterie, provozované Spořitelnou. Ty v již zmíněném roce stát zakázal. Nebyl to dobrý tah. Lidé hledali vzrušení ze hry v nelegálním sázení a stát navíc potřeboval získat prostředky na provoz nově zřízeného Československého svazu tělesné výchovy. 3. srpna 1956 proto Státní výbor pro tělesnou výchovu a sport vydal zřizovací listinu podniku Sazka a ten 15. září téhož roku zahájil svou činnost. První hrou byla Sazka, ve které se sázelo na výsledky sportovních utkání. Hra dosáhla značného úspěchu, a proto bylo v březnu 1957 schváleno usnesením vlády rozšíření o nový druh loterie, o Sportku. Sazka se při tvorbě hry inspirovala loterií, která vznikla roku 1955 v německém Severním Porýní-Vestfálsku, a losovalo se v ní 6 čísel ze 49. První losování se uskutečnilo 22. dubna 1957 na Velikonoční pondělí.
Cena jedné sázky byla 3 koruny a na výhru šla polovina vkladů. Každé ze 49 losovaných čísel neslo až do 70. let na tiketu název jednoho sportu, proto také název Sportka. Golfu patřila pětka, kopané čtrnáctka, lednímu hokeji devatenáctka a např. šachům třicetdevítka.
| č. | sport                  | č. | sport          | č. | sport           | č. | sport                | č. | sport               |
| -- | ---------------------- | -- | -------------- | -- | --------------- | -- | -------------------- | -- | ------------------- |
| 1  | Boby                   | 11 | Judo           | 21 | Lehká atletika  | 31 | Rugby                | 41 | Tenis               |
| 2  | Box                    | 12 | Kanoistika     | 22 | Lukostřelba     | 32 | Rychlobruslení       | 42 | Turistika           |
| 3  | Cyklistika             | 13 | Kolová         | 23 | Lyžování        | 33 | Sáně                 | 43 | Umělecká gymnastika |
| 4  | Česká (národní) házená | 14 | Kopaná         | 24 | Moderní pětiboj | 34 | Skoky do vody        | 44 | Veslování           |
| 5  | Golf (Gorodky)         | 15 | Košíková       | 25 | Motorismus      | 35 | Skoky na lyžích      | 45 | Vodní motorismus    |
| 6  | Házená (mezinárodní)   | 16 | Kraslobruslení | 26 | Volejbal        | 36 | Sportovní gymnastika | 46 | Vodní pólo          |
| 7  | Horolezectví           | 17 | Krasojízda     | 27 | Parašutismus    | 37 | Stolní tenis         | 47 | Vzpírání            |
| 8  | Horská služba          | 18 | Kuželky        | 28 | Plachtění       | 38 | Střelectví           | 48 | Zápas               |
| 9  | Jachting               | 19 | Lední hokej    | 29 | Plavání         | 39 | Šachy                | 49 | Zákl. těl. výchova  |
| 10 | Jezdectví              | 20 | Letecký sport  | 30 | Pozemní hokej   | 40 | Šerm                 |    |                     |

Maximální výhra byla od počátku nastavena na 40 tisíc korun, ale již roku 1961 dočasně klesla na pouhých 15 tisíc. Zájem však prudce opadl a po pár měsících se původní výše výhry opět vrátila; poté už velikost výhry jen rostla. V roce 1963 dosáhla výše 80 tisíc korun a o dva roky později 200 tisíc korun.
Od října 1962 až do zrušení v září roku 1964 (pro neoblíbenost) byla sázejícím nabídnutá také možnost hrát pomocí tzv. slosovatelných kuponů o věcné ceny (např. automobil, lednička, televizor). Roku 1965 se poprvé losoval 2. tah Sportky a v roce 1973 začala nedělní dopolední losování vysílat živě Československá televize.
Sedmé dodatkové číslo zavedla Sazka roku 1977 a o jedenáct let později, roku 1984, se maximální výhra zvýšila na 300 tisíc korun, v roce 1990 pak dokonce na 500 tisíc korun. Zásadní změna proběhla ale až v únoru 1991. Tehdy přestal platit limit maximální výhry a její velikost se podřídila výši vkladů. O dva roky později přišla podobně zásadní změna, když se nevyhrané první ceny začaly převádět do následujícího kola, kde se přičítaly k první ceně v podobě tzv. jackpotu.
V tomto roce byl také zaveden on-line provoz sázení. Jeho výhoda spočívala hlavně v tom, že se takřka zabránilo nejrůznějším podvodům. Spolu s tím se objevila možnost použít automatický výběr čísla. Systém Sportky v takových případech vybral náhodná čísla za sázejícího. Sportka se stala natolik populární, že v dubnu roku 1995 Sazka zavedla i středeční losování a doplňkovou hru Šance milión.
V roce 1996 se losování Sportky přesunulo z prostor České televize do sídla Sazky na pražském Žižkově. Rok nato se on-line sázenka rozrostla z šesti sloupců na osm. V roce 2000 jackpot Sportky poprvé překročil stomiliónovou hranici; roku 2010 byl do hry přidán superjackpot. Od konce února roku 2017 lze Sportku sázet i přes internet. 17. listopadu 2021 získalo televizní losování novou vizuální podobu; pořad na vlnách České televize má novou znělku a vysílá se z moderního virtuálního studia Vachler Art Company na Žižkově.

### Přehled
- 1957 – 22. 4. proběhlo první losování
- 1965 – 4. 4. počalo losování II. tahu
- 1973 – Československá televize zahájila pravidelný televizní přenos losování tak, jak ho známe dnes
- 1977 – 2. 1. bylo zavedeno prémiové číslo (sedmé losované – dodatkové)
- 1991 – Zrušena fixní maximální výhra – od této doby výhry proměnlivé
- 1993 – Zaveden Jackpot, umožňující hrát o peníze z minulých slosování – pokud nepadla hlavní výhra
- 1995 – Od 12. 4. se losuje i ve středu
- 2017 – Sportku od konce února 2017 lze sázet přes internet
- 2021 – 17. 11. zahájeno vysílání z virtuálního studia na Žižkově; nové vizuální efekty i znělka

### Zajímavé výhry
- 2009 5. 7. doplňková hra šance příplatek 10 Kč výhra 4 630 000 Kč
- 2013 3. 11. Sázející z Chrudimska získal rekordní sumu 399 904 705 Kč